# Julia Popke
Julia Popke (* 11. Juli 1986 in Potsdam) ist eine deutsche ehemalige  Schauspielerin.

## Leben
Julia Popke nahm als Kind Ballettunterricht und praktizierte Cheerleading, seit sie sechs Jahre alt war. Sie wurde als knapp 13-Jährige durch die Rolle der Ballettratte Kim Riemann in der Kinderserie Schloss Einstein bekannt, in der sie von Folge 69 bis 232 und in Folge 354 mitwirkte.
Heute arbeitet sie als Lehrerin.

## Erwähnenswertes
Julia Popkes jüngere Schwester Sofie Popke übernahm bei Schloss Einstein von Folge 227 bis 428 die Rolle Charlotte (Charlie) Hauke.